# District de Yaohai
Le district de Yaohai (瑶海区 ; pinyin : Yáohǎi Qū) est une subdivision administrative de la province de l'Anhui en Chine. Il est placé sous la juridiction de la ville-préfecture de Hefei.